# Lo mai gai

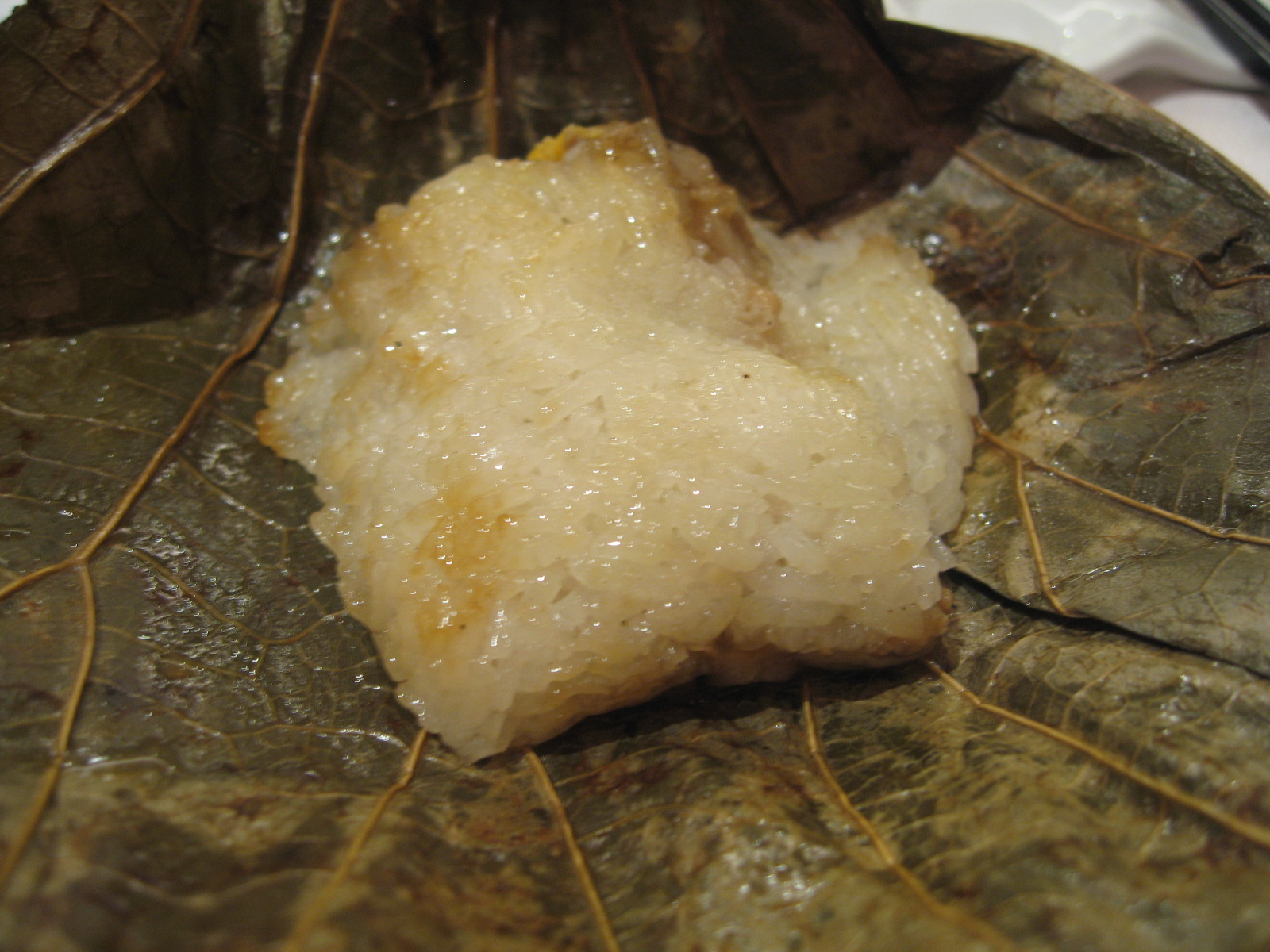
Lo mai gai

El lo mai gai o nuo mi ji és un plat dim sum clàssic servit durant les hores yum cha. El plat també és dit pollastre al vapor enrotllat en fulla de lotus o arròs glutinós al vapor enrotllat en fulla de lotus.